# Siracusa Calcio
Siracusa Calcio Srl  là một câu lạc bộ bóng đá Ý có trụ sở tại Syracuse, Sicily. (tiếng Ý: Siracusa, Sicilia).
Câu lạc bộ thể thao Siracusa đã chuyển đến Syracuse từ Palazzolo Acreide vào năm 2013 để thay thế ASD Città di Siracusa, một câu lạc bộ thay thte61 bất hợp pháp của US Siracusa, một câu lạc bộ phượng hoàng bất hợp pháp của AS Siracusa. US Siracusa và SC Siracusa đã có một trận derby trong giải bóng đá trẻ mùa 2013-14. Sau mùa giải SC Siracusa được đổi tên thành ASD Città di Siracusa, và đổi thành tên hiện tại là Siracusa Calcio Srl vào khoảng năm 2016.
Người nắm giữ các tài sản hiện không còn tồn tại của AS Siracusa, Amici del Siracusa, đã từ chối SC Siracusa về việc sử dụng logo của AS Siracusa trong mùa giải 2013-14; trong mùa giải 2014, không có câu lạc bộ nào gửi hồ sơ dự thầu cho Amici del Siracusa để có quyền sử dụng logo tạm thời.
Địa chỉ pháp lý là 120 qua Monte Grappa, Syracuse.

## Lịch sử

### Palazzolo
Câu lạc bộ nằm ở Palazzolo Acreide, Sicily được thành lập năm 1954  với tên đầy đủ là Associazione Calcio Palazzolo Associazione Sportiva Dilettantistica.
Vào tháng 7 năm 2006, Palazzolowas sáp nhập với Xiridia 96 Floridia.
Palazzolo đã tham gia Serie D 3 lần. Sự tham gia đầu tiên ở Serie D là trong mùa 2007-08 (là đội chiến thắng vòng playoffs thăng hạng), sau đó đội đã xuống hạng năm tới.
Câu lạc bộ đã được thăng hạng lên Serie D sau khi giành chiến thắng ở bảng B của Eccellenza Sicily trong mùa 2010-11, nhưng đã bị xuống hạng Eccellenza vào cuối mùa giải Serie D 2012-13.

### Chuyển đến Siracusa
Vào năm 2013, Palazzolo (số đăng ký: 917156) đã chuyển đến Siracusa thành Câu lạc bộ thể thao ASD Siracusa, để thay thế ASD Città di Siracusa (số đăng ký: 936289), là một câu lạc bộ thay thế bất hợp pháp của US Siracusa. Đồng thời, một câu lạc bộ mới được thành lập tại Palazzolo Acreide với tên ASD Sport Club Palazzolo (số đăng ký: 937886), chơi ở Promozione, bằng cách chia tư cách thành viên FIGC của CSD Enzo Grasso, một đội bóng địa phương hiện đang chơi ở bóng đá 5-a-side. Tuy nhiên, việc sử dụng logo lịch sử AS Siracusa 1924 của SC Siracusa, đã bị từ chối bởi Amici del Siracusa, một hiệp hội hiện đang sở hữu quyền sử dụng nó.
SC Siracusa đã có một trận derby với US Siracusa ở cấp độ trẻ trong mùa 2013 2013, đội bóng dưới 17 tuổi của SC Siracusa đã kết thúc với vị trí thứ hai từ cuối bảng E của giải Sicilia Allievi League. Vào cuối mùa giải, đội bóng dưới 17 tuổi đã xuống hạng giải đấu trong khi US Siracusa giải thể đội trẻ của họ. Đội đầu tiên của SC Siracusa kết thúc ở vị trí thứ ba của bảng B năm 2013-14 Eccellenza Sicily. Câu lạc bộ đã thua Misterbianco trong trận chung kết của vòng play-off thăng hạng.
Năm 2014 SC Siracusa cũng đổi tên thành ASD Città di Siracusa, giữ nguyên số đăng ký của SC Siracusa (và AC Palazzolo ASD). Câu lạc bộ đã giành được Eccellenza Sicily vào năm 2015, sau 2 mùa giải ở giải đấu.
Siracusa mới được thăng hạng lên Lega Pro vào cuối mùa giải 2015-16 Serie D với tư cách là nhà vô địch bảng I. Câu lạc bộ cũng được thành lập như Siracusa Calcio Srl vào khoảng năm 2016.

## Màu sắc và huy hiệu
Màu sắc của đội là xanh da trời và trắng.

## Danh hiệu
AC Palazzolo ASD
- Eccellenza Sicily:

- Vô địch (1): 2010-11

ASD Città di Siracusa / Siracusa Calcio
- Serie D:

- Vô địch (1): 2015-16 (Vòng bảng)

- Eccellenza Sicily:

- Vô địch (1): 2014-15